# InterPM

Logo der interPM Konferenz

Die Konferenz zur Zukunft im Projektmanagement (Abkürzung: interPM) war eine wissenschaftliche Konferenzserie zum Thema Projektmanagement, die von 2003 bis 2010 einmal jährlich in Glashütten im Taunus stattfindet. Die interPM wird von der Deutschen Gesellschaft für Projektmanagement (GPM) und der Gesellschaft für Informatik (GI)
ausgerichtet. Inzwischen ist die InterPM in der PVM-Konferenz (Projektmanagement und Vorgehensmodelle) aufgegangen. Die Beiträge der vergangenen Konferenzen wurden in den Tagungsbänden veröffentlicht.

## Überblick
Die interPM wurde zum ersten Mal im Jahr 2003 aus dem Bedürfnis heraus veranstaltet, über den Tellerrand zu blicken und Erkenntnisse und Methoden aus anderen Disziplinen dem Projektmanagement zur Verfügung zu stellen. Im Gegensatz zu Veranstaltungen, wie das PM-Forum (als bekannteste deutschsprachige reine PM-Konferenz), welches sich eher an die breite Masse der Projektmanager richtet, konzentriert die interPM die Impulsgeber des deutschen Projektmanagements an einem Ort.
Die InterPM hat dabei einen primär interdisziplinären Ansatz, was sich beispielsweise an den fachlich übergreifenden Key Notes zeigt.
Der Fokus der InterPM sollte von Anfang an weniger auf den Vorträgen liegen, sondern vielmehr Raum für Diskussionen bieten. Daher war die Open Space Methode von Anfang an ein wichtiger Bestandteil der Konferenz. Der Konferenzbeitrag wurde von Anfang an auf Selbstkostenbasis berechnet.
Inzwischen ist die InterPM inhaltlich mit der Konferenz „Workshop Vorgehensmodelle“ der Gesellschaft für Informatik e.V. verschmolzen und wird seit 2014 als neue Konferenz Projektmanagement und Vorgehensmodelle veranstaltet.

## Ablauf
Das jeweilige Konferenzthema wird durch zwei bis drei Keynote Speaker eingeführt und dann durch eine Vielzahl von Vorträgen an den Vormittagen in verschiedenen thematisch geordneten Streams ergänzt.
Zweimal am Tag werden Themen für Open Space Sitzungen eingesammelt und erklärt. Dies Open Space Sitzungen finden dann am Nachmittag in eigenen Räumen statt. Somit profitiert die Veranstaltung stark von den hochkarätigen Teilnehmern, welche entweder die Detailfragen einzelner Vorträge oder andere aktuelle Themen rund um das Konferenzthema in den Open Space Sitzungen diskutieren und klären. Die Gesamtergebnisse werden in einem Konferenzband veröffentlicht.

## Themen
- interPM 2003: Die Zukunft des Projektmanagements[1]
- interPM 2004: Die Zukunft des Projektmanagements durch interdisziplinäre Ansätze[2]
- interPM 2005: Entrepreneurship im Projektmanagement[3]
- interPM 2006: Neue Methoden im Projektmanagement[4]
- interPM 2008: Innovationen durch Projektmanagement[5]
- interPM 2009: Projekte als Kulturerlebnis[6]
- interPM 2010: Projektarbeit zwischen Effizienzdruck und Qualitätsanforderungen[7]
- interPM 2011: Neu denken: vom Projekt- zum Netzwerkmanagement: Beiträge zur Konferenz 'interPM' Glashütten 2011[8]
- interPM 2012: IT-Projektmanagement 2012+ im Spagat zwischen Industrialisierung und Agilität?[9]

## Veröffentlichungen
Die jährlichen Konferenzbeiträge wurden seit dem Beginn regelmäßig im dpunkt.verlag veröffentlicht.

## Keynote Speaker
Die interPM wird meist von zwei Keynote Speakern eröffnet, welche aus anderen/unterschiedlichen Fachgebieten kommen und damit die Impulse für die laufende Konferenz setzen.
- Hermann Haken (2004): Synergetik im Projektmanagement
- Gunter Dueck (2005): Stressfronten: Techie, Projektmanager, Entrepreneur
- Gerd Gigerenzer (2008): Bauchentscheidungen. Die Intelligenz des Unbewussten und die Macht der Intuition
- Lothar Walter (2008): „Methodisches Erfinden mit TRIZ – Eine Schrittmachermethode des Innovationsmanagements.“
- Sonja Sackmann (2009): Kulturdynamik in Projekten
- Hartmut Schulze und Thomas Ryser (2009): Kollaborative Projektkultur – Erfolgsfaktor für globale und virtuelle Projektteams
- Jürgen Tautz (2010): Effektivität – Lernen von den Honigbienen
- Werner Mellis (2010): Effizienz und Qualität in Softwareentwicklungsprojekten – Mission Impossible?
- Kai Rannenberg (2011): Social Networks und Netzwerkmanagement: Kann man aus der Datenschutzdiskussion zu Social Networks für das Netzwerkmanagement lernen?
- Jörg Sydow (2011): Management von Projektnetzwerken – vom Projekt- zum Netzwerkmanagement
- Almer Podbicanin, Senior Vice President | Chief Process Office SAP AG (2012): Agiles Projektmanagement in großen Organisationen
- Christopher Dell, ifit, Institut für Improvisationstechnologie (2012): Improvisation als Technologie
- Jutta Eckstein, IT communication (2012): Agilität: Aus den Fehlern der Industrialisierung lernen